# Batman revine
Batman revine (1992) (denumire originală Batman Returns) este un film american cu supereroi regizat de Tim Burton, bazat pe personajul Batman din benzile desenate DC Comics. Filmul este o continuare a filmului lui Burton - Batman (1989) și-i prezintă pe Michael Keaton în rolul titular, Danny DeVito ca Pinguinul și Michelle Pfeiffer ca Femeia-pisică.

## Distribuție
- Michael Keaton - Batman / Bruce Wayne
- Danny DeVito - The Penguin / Oswald Cobblepot
- Michelle Pfeiffer  -  Catwoman / Selina Kyle
- Christopher Walken  -  Max Shreck
- Michael Gough  - Alfred Pennyworth
- Pat Hingle  - Commissioner James Gordon
- Michael Murphy  - Mayor of Gotham City
- Vincent Schiavelli  - The Organ Grinder
- Andrew Bryniarski  - Chip Shreck
- Cristi Conaway  - The Ice Princess
- Rick Zumwalt  - The Tattooed Strongman
- Anna Katarina  - The Poodle Lady
- Paul Reubens  - Tucker Cobblepot (Penguin's Father)
- Diane Salinger  - Esther Cobblepot (Penguin's Mother)